# Doon

A Doon négy kötetből álló Ifjúsági irodalom műfajú regénysorozat. Szerzői Carey Corp és Lorie Langdon. A sorozat főszereplője két fiatal amerikai lány, Veronica és Mackenna, akik vakációzni mennek a skóciai Alloway városába. Amire egyikük sem számít, hogy utazásuk során felfedeznek egy varázslatos rejtett királyságot, amely minden száz évben csak egyszer jelenik meg. A királysághoz a Brig'o Doon-on (Doon hídja) keresztül lehet eljutni amely a Doon folyón ível át . 

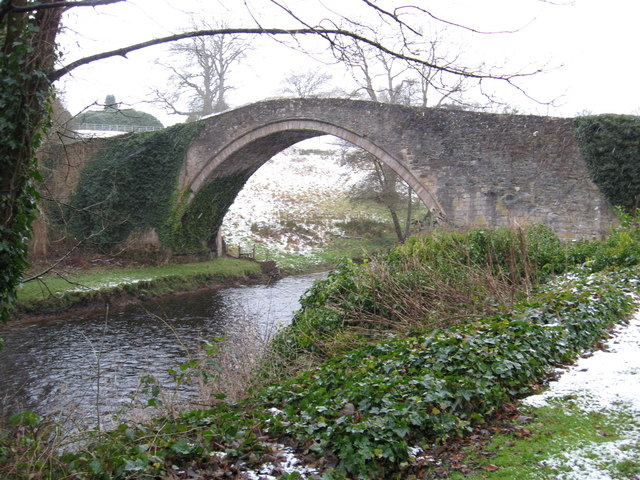
Brig'o Doon - Doon hídja

 Kalandjuk során meg kell küzdeniük Doon boszorkányával, az idővel, és önmagukkal is. A mű alapjául szolgál a Brigadoon című Boradway musical, melynek szövegét Alan Jay Lerner írta, zenéjét pedig Frederick Loewe komponálta.
A sorozat első kötete 2013-ban jelent meg a Blink kiadónál (ISBN 0310742307). Anyavállalata a HarperCollins. A második kötet, Destined for Doon (ISBN 0310742331) 2014-ben jelent meg, a harmadik, Shades of Doon (ISBN 0310742358) pedig 2015-ben. A negyedik és egyben utolsó kötet kiadását 2016 szeptemberére tervezik. A címe Forever Doon lesz.

## Cselekmény

### Doon
Veronicának látomásai vannak egy rejtélyes skót fiúról, akit rajta kívül senki sem lát. A legjobb barátnője, MacKenna meghívja, hogy töltse a nyarat Skóciában, ezért a lányok hogy néhány hónapra maga mögött hagyják Amerikát. A képzeletbeli, kiltet viselő fiú is követte Veronicát Alloway-be. Ő és Mackenna találnak két furcsa gyűrűt és egy nyugtalanító levelet Mackenna nénikéjétől. Mikor a lányok követik Gracie néni hátrahagyott utasításait, megmagyarázhatatlan okból egy másik világban találják magukat, ami inkább tűnik középkorinak, és az idő is más ütemben telik. Doon úgy néz ki, mint egy életre keltett tündérmese, hercegekkel, királyokkal, kastélyokkal. Jamie MacCrae, a koronaherceg, gyanúsan hasonlít a Veronica álmaiban megjelent fiúra. Doon-nak van egy sötét oldala is. A lányoknak meg kell küzdeniük Doon boszorkányával, akinek legfőbb szándéka elpusztítani Doont.

### Destined for Doon
Kenna Reid úgy döntött, visszatér a való világba és megpróbálkozik a színészi karrierrel. Amint hazatér, látomásai lesznek Duncan MacCrae-ről, Jamie testvéréről, ami azt jelenti, hogy őket egymásnak szánta a sors. Megbánja a döntését, de legközelebb csak száz év múlva léphet át a varázslatos hídon. Duncan elmegy az otthonába, és elmondja neki, hogy a királynőnek szüksége van rá, Doon ismét veszélyben forog. A két varázsgyűrű segítségével visszatérnek Doon-ba. A csapatnak ismét olyan erőkkel kell megküzdenie, amely mindannyiukat veszélybe sodorja.

### Shades of Doon
Miután túl járt a halál eszén, Veronica Welling elszántan élvez minden pillanatot az idilli királyságában, igaz szerelmével és legjobb barátjával az oldalán. Ugyanakkor Mackenna Reid lelkesen építi új életét és új színházát a hercegével. Mikor minden tökéletesnek tűnik, Vee és Kenna hirtelen a modern világban találják magukat, és szembe kell nézniük az eddigi legszörnyűbb kihívással - a régi életükkel. Kirekesztve Doonból, szembesülniük kell a múltjukból felbukkanó alakokkal és nincs semmilyen mód, hogy visszajussanak fogadott otthonukba. Mikor a MacCrae testvérek a megmentésükre sietnek, a lányok helyzete rémálomból modern tündérmesévé változik. Nem sejtik, hogy valaki a legbelsőbb körükből segíti Doon boszorkányát, akinek legfőbb szándéka örökre elpusztítani a királyságot.

### Forever Doon
Doon boszorkánya ül a trónon, Jamiet mindenki halottnak hiszi, Duncan és Mackenna pedig Alloway-ben rekedt. Veronicának nincs más lehetősége, mint félretenni gyászát és felkészíteni megmaradt követőit a közelgő csatára a hamis királynővel és kíséretével szemben. Veronica egy titkos küldetésre megy a kastélyba, hogy megszerezzen egy nagy hatalommal bíró elixírt. Veronica rájön, hogy igaz szerelme talán mégis életben van. Doon hídját lerombolták, a királyság darabokra szakadt és más-más dimenziókban ragadt. Kennának és Duncannek újra kell építeniük a hidat, hogy vissza tudjanak térni Doon-ba. Segítségükre lesz egy történetmesélő, aki olyan öreg, mint maga a boszorkány. Ahhoz, hogy Vee, Jamie, Kenna és Duncan megmentsék a királyságot és önmagukat is, csodára lesz szükség.